# Lijst van landen in 1962
Hieronder volgt een lijst van landen van de wereld in 1962.

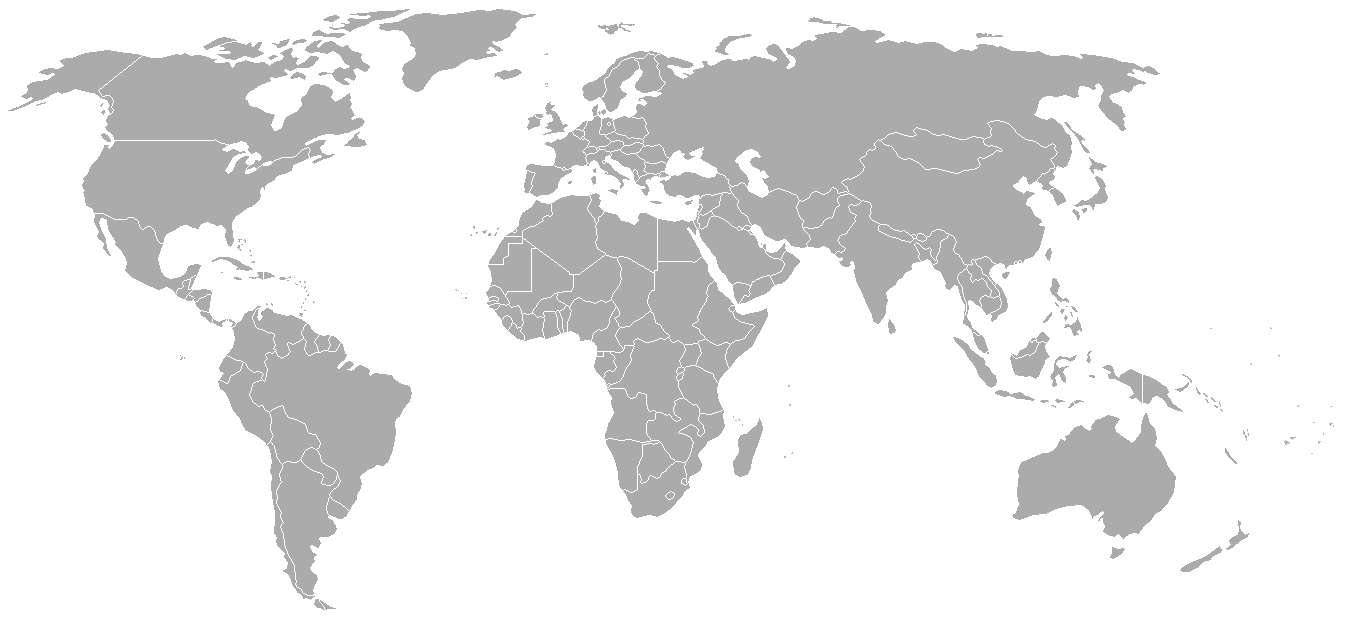
Staatkundige kaart van 1962 na de onafhankelijkheid van Rwanda en Burundi

## Uitleg
- Op 1 januari 1962 waren er 117 onafhankelijke staten die door een ruime meerderheid van de overige staten erkend werden (inclusief Andorra). In 1962 kwamen daar Burundi, Jamaica, Rwanda, Trinidad en Tobago, Oeganda en Algerije bij als onafhankelijke staten.
- Alle de facto onafhankelijke staten zonder ruime internationale erkenning zijn weergegeven onder het kopje niet algemeen erkende landen.
- Afhankelijke gebieden en gebieden die vaak als afhankelijk gebied werden beschouwd, zijn weergegeven onder het kopje niet-onafhankelijke gebieden.
- Autonome gebieden, bezette gebieden, territoriale aanspraken op Antarctica en micronaties zijn niet op deze pagina weergegeven.

## Staatkundige veranderingen in 1962
- 1 januari: West-Samoa wordt onafhankelijk van Nieuw-Zeeland.[1]
- 4 april: de Federatie van Zuid-Arabische Emiraten wordt omgevormd tot de Zuid-Arabische Federatie. Een aantal protectoraten van het Protectoraat Aden sluit zich hierbij aan.
- 31 mei: de Britse West-Indische Federatie valt uiteen in Antigua, Barbados, de Kaaimaneilanden, Dominica, Grenada, Jamaica, Montserrat, Saint Christopher, Nevis en Anguilla, Saint Lucia, Saint Vincent, Trinidad en Tobago en de Turks- en Caicoseilanden.[2]
- 8 juni: de officiële naam van Pakistan verandert van de Islamitische Republiek Pakistan in de Republiek Pakistan.
- 1 juli: Ruanda-Urundi wordt onafhankelijk van België als de staten Rwanda en Burundi.[3][4]
- 5 juli: Algerije verklaart zich onafhankelijk van Frankrijk (voorheen een integraal onderdeel van Frankrijk).[5]
- 6 augustus: de Kolonie Jamaica wordt onafhankelijk van het Verenigd Koninkrijk als Jamaica.[6]
- 31 augustus: Trinidad en Tobago wordt onafhankelijk van het Verenigd Koninkrijk.[7]
- 25 september: de Staat Algerije wordt de Democratische Volksrepubliek Algerije.[5]
- 27 september: het Mutawakkilitisch Koninkrijk Jemen wordt de Jemenitische Arabische Republiek.
- 1 oktober: de Nederlandse kolonie Nederlands-Nieuw-Guinea wordt overgedragen aan de Verenigde Naties onder de naam Westelijk Nieuw-Guinea.[8]
- 9 oktober: het Protectoraat Oeganda wordt onafhankelijk als Oeganda.[9]
- 15 november: Eritrea wordt door Ethiopië geannexeerd, waardoor er een einde komt aan de Federatie van Ethiopië en Eritrea.
- November: het Koninkrijk Rwenzururu verklaart zich onafhankelijk van Oeganda.
- 9 december: Tanganyika wordt een republiek. De officiële naam van het land wordt de Republiek Tanganyika.[10]

## Algemeen erkende landen

### A
| Korte landsnaam (Nederlands) | Officiële landsnaam (Nederlands)                                                                        | Korte landsnaam (oorspronkelijke taal/talen) |
| ---------------------------- | --- | -------------------------------------------- |
| Afghanistan                  | Koninkrijk Afghanistan                                                                                  | Dari en Pasjtoe: Afghānestān / افغانستان     |
| Albanië                      | Volksrepubliek Albanië                                                                                  | Albanees: Shqipëria                          |
| Algerije (vanaf 5 juli)      | Staat Algerije (van 5 juli tot 25 september) Democratische Volksrepubliek Algerije (vanaf 25 september) | Arabisch: al-Jazā'ir / الجزائر               |
| Andorra                      | Vorstendom Andorra                                                                                      | Catalaans: Andorra                           |
| Argentinië                   | Argentijnse Republiek                                                                                   | Spaans: Argentina                            |
| Australië                    | Gemenebest Australië                                                                                    | Engels: Australia                            |

### B
| Korte landsnaam (Nederlands)              | Officiële landsnaam (Nederlands)               | Korte landsnaam (oorspronkelijke taal/talen)      |
| ----------------------------------------- | ---------------------------------------------- | ------------------------------------------------- |
| België                                    | Koninkrijk België                              | Duits: Belgien Frans: Belgique Nederlands: België |
| Bhutan                                    | Koninkrijk Bhutan                              | Dzongkha: Druk Yul / འབྲུག་ཡུལ་                      |
| Birma                                     | Unie van Birma                                 | Birmees: Bama /                                   |
| Bolivia                                   | Republiek Bolivia                              | Spaans: Bolivia                                   |
| Bondsrepubliek Duitsland (West-Duitsland) | Bondsrepubliek Duitsland                       | Duits: Bundesrepublik / Deutschland               |
| Brazilië                                  | Republiek van de Verenigde Staten van Brazilië | Portugees: Brasil                                 |
| Bulgarije                                 | Volksrepubliek Bulgarije                       | Bulgaars: Bălgarija / България                    |
| Burundi (vanaf 1 juli)                    | Koninkrijk Burundi                             | Frans: Burundi Kirundi: Uburundi                  |

### C
| Korte landsnaam (Nederlands)  | Officiële landsnaam (Nederlands) | Korte landsnaam (oorspronkelijke taal/talen) |
| ----------------------------- | -------------------------------- | -------------------------------------------- |
| Cambodja                      | Koninkrijk Cambodja              | Khmer: Kampuchéa / កម្ពុជា                      |
| Canada                        | Dominion Canada                  | Engels en Frans: Canada                      |
| Centraal-Afrikaanse Republiek | Centraal-Afrikaanse Republiek    | Frans: République centrafricaine             |
| Ceylon                        | Ceylon                           | Singalees: Srī Lankā / ශ්‍රී ලංකා                  |
| Chili                         | Republiek Chili                  | Spaans: Chile                                |
| China                         | Republiek China                  | Mandarijn: Zhongguo / 中國                   |
| Colombia                      | Republiek Colombia               | Spaans: Colombia                             |
| Congo-Brazzaville             | Republiek Congo                  | Frans: Congo                                 |
| Congo-Leopoldstad             | Republiek Congo                  | Frans: Congo                                 |
| Costa Rica                    | Republiek Costa Rica             | Spaans: Costa Rica                           |
| Cuba                          | Republiek Cuba                   | Spaans: Cuba                                 |
| Cyprus                        | Republiek Cyprus                 | Grieks: Kypros / Κυπρος Turks: Kıbrıs        |

### D
| Korte landsnaam (Nederlands)                    | Officiële landsnaam (Nederlands) | Korte landsnaam (oorspronkelijke taal/talen) |
| ----------------------------------------------- | -------------------------------- | -------------------------------------------- |
| Dahomey                                         | Republiek Dahomey                | Frans: Dahomey                               |
| Duitse Democratische Republiek (Oost-Duitsland) | Duitse Democratische Republiek   | Duits: DDR                                   |
| Denemarken                                      | Koninkrijk Denemarken            | Deens: Danmark                               |
| Dominicaanse Republiek                          | Dominicaanse Republiek           | Spaans: República Dominicana                 |

### E
| Korte landsnaam (Nederlands)          | Officiële landsnaam (Nederlands)  | Korte landsnaam (oorspronkelijke taal/talen) |
| ------------------------------------- | --------------------------------- | -------------------------------------------- |
| Ecuador                               | Republiek Ecuador                 | Spaans: Ecuador                              |
| El Salvador                           | Republiek El Salvador             | Spaans: El Salvador                          |
| Ethiopië (vanaf 15 november)          | Keizerrijk Ethiopië               | Amhaars: Ītyop'iya / ኢትዮጵያ                   |
| Ethiopië en Eritrea (tot 15 november) | Federatie van Ethiopië en Eritrea | Amhaars:                                     |

### F
| Korte landsnaam (Nederlands) | Officiële landsnaam (Nederlands) | Korte landsnaam (oorspronkelijke taal/talen) |
| ---------------------------- | -------------------------------- | -------------------------------------------- |
| Filipijnen                   | Republiek der Filipijnen         | Engels: Philippines Filipijns: Pilipinas     |
| Finland                      | Republiek Finland                | Fins: Suomi Zweeds: Finland                  |
| Frankrijk                    | Franse Republiek                 | Frans: France                                |

### G
| Korte landsnaam (Nederlands) | Officiële landsnaam (Nederlands) | Korte landsnaam (oorspronkelijke taal/talen) |
| ---------------------------- | -------------------------------- | -------------------------------------------- |
| Gabon                        | Republiek Gabon                  | Frans: Gabon                                 |
| Ghana                        | Republiek Ghana                  | Engels: Ghana                                |
| Griekenland                  | Koninkrijk Griekenland           | Grieks: Hellas / 'Ελλας                      |
| Guatemala                    | Republiek Guatemala              | Spaans: Guatemala                            |
| Guinee                       | Republiek Guinee                 | Frans: Guinée                                |

### H
| Korte landsnaam (Nederlands) | Officiële landsnaam (Nederlands) | Korte landsnaam (oorspronkelijke taal/talen) |
| ---------------------------- | -------------------------------- | -------------------------------------------- |
| Haïti                        | Republiek Haïti                  | Frans: Haïti Haïtiaans-Creools: Ayiti        |
| Honduras                     | Republiek Honduras               | Spaans: Honduras                             |
| Hongarije                    | Volksrepubliek Hongarije         | Hongaars: Magyarország                       |

### I
| Korte landsnaam (Nederlands) | Officiële landsnaam (Nederlands) | Korte landsnaam (oorspronkelijke taal/talen)            |
| ---------------------------- | -------------------------------- | ------------------------------------------------------- |
| Ierland                      | Ierland                          | Engels: Ireland Iers: Éire                              |
| IJsland                      | IJsland                          | IJslands: Ísland                                        |
| India                        | Republiek India                  | Engels: India Hindi: Bhārat / भारत                       |
| Indonesië                    | Republiek Indonesië              | Indonesisch: Indonesia                                  |
| Irak                         | Republiek Irak                   | Arabisch: al-ʿIrāq / العراق                             |
| Iran                         | Keizerrijk Iran                  | Perzisch: Īrān / ایران                                  |
| Israël                       | Staat Israël                     | Arabisch: Isrāʾīl / اسرائيل Hebreeuws: Yisra'el / ישראל |
| Italië                       | Italiaanse Republiek             | Italiaans: Italia                                       |
| Ivoorkust                    | Republiek Ivoorkust              | Frans: Côte d'Ivoire                                    |

### J
| Korte landsnaam (Nederlands)                                                  | Officiële landsnaam (Nederlands)                                                                           | Korte landsnaam (oorspronkelijke taal/talen)                                    |
| ----------------------------------------------------------------------------- | --- | ------------------------------------------------------------------------------- |
| Jamaica (vanaf 6 augustus)                                                    | Jamaica | Engels: Jamaica                                                                 |
| Japan                                                                         | Japan | Japans: Nihon / 日本                                                            |
| (tot 27 september) Jemen (van 27 september tot 1 november) (vanaf 1 november) | Mutawakkilitisch Koninkrijk Jemen (tot 27 september) Jemenitische Arabische Republiek (vanaf 27 september) | Arabisch: al-Yaman / اليمن                                                      |
| Joegoslavië                                                                   | Federale Volksrepubliek Joegoslavië                                                                        | Macedonisch en Servo-Kroatisch: Jugoslavija / Југославија Sloveens: Jugoslavija |
| Jordanië                                                                      | Hasjemitisch Koninkrijk Jordanië                                                                           | Arabisch: al-ʾUrdun / الأردن                                                    |

### K
| Korte landsnaam (Nederlands) | Officiële landsnaam (Nederlands) | Korte landsnaam (oorspronkelijke taal/talen) |
| ---------------------------- | -------------------------------- | -------------------------------------------- |
| Kameroen                     | Federale Republiek Kameroen      | Engels: Cameroon Frans: Cameroun             |
| Koeweit                      | Staat Koeweit                    | Arabisch: al-Kuwayt / الكويت                 |

### L
| Korte landsnaam (Nederlands) | Officiële landsnaam (Nederlands) | Korte landsnaam (oorspronkelijke taal/talen) |
| ---------------------------- | -------------------------------- | -------------------------------------------- |
| Laos                         | Koninkrijk Laos                  | Laotiaans: Lao / ນລາວ                        |
| Libanon                      | Republiek Libanon                | Arabisch: Lubnān / لبنان                     |
| Liberia                      | Republiek Liberia                | Engels: Liberia                              |
| Libië                        | Verenigd Koninkrijk Libië        | Arabisch: Lībiyyā / ليبيا                    |
| Liechtenstein                | Vorstendom Liechtenstein         | Duits: Liechtenstein                         |
| Luxemburg                    | Groothertogdom Luxemburg         | Duits: Luxemburg Frans: Luxembourg           |

### M
| Korte landsnaam (Nederlands) | Officiële landsnaam (Nederlands)  | Korte landsnaam (oorspronkelijke taal/talen)         |
| ---------------------------- | --------------------------------- | ---------------------------------------------------- |
| Malagasië                    | Republiek Malagasië               | Frans: République malgache Plateaumalagasi: Malagasy |
| Malakka                      | Federatie van Malakka             | Engels: Malaya Maleis: Persekutuan Tanah Melayu      |
| Mali                         | Republiek Mali                    | Frans: Mali                                          |
| Marokko                      | Koninkrijk Marokko                | Arabisch: al-Maghrib / المغرب                        |
| Mauritanië                   | Islamitische Republiek Mauritanië | Arabisch: Mūrītāniyyā / موريتانيا                    |
| Mexico                       | Verenigde Mexicaanse Staten       | Spaans: México                                       |
| Monaco                       | Vorstendom Monaco                 | Frans: Monaco                                        |
| Mongolië                     | Volksrepubliek Mongolië           | Mongools: Mongol Uls / Монгол Улс /                  |

### N
| Korte landsnaam (Nederlands)                | Officiële landsnaam (Nederlands)   | Korte landsnaam (oorspronkelijke taal/talen) |
| ------------------------------------------- | ---------------------------------- | -------------------------------------------- |
| Nederland                                   | Koninkrijk der Nederlanden         | Nederlands: Nederland                        |
| (tot 16 december) Nepal (vanaf 16 december) | Koninkrijk Nepal                   | Nepalees: Nepal / नेपाल                        |
| Nicaragua                                   | Republiek Nicaragua                | Spaans: Nicaragua                            |
| Nieuw-Zeeland                               | Dominion Nieuw-Zeeland             | Engels: New Zealand                          |
| Niger                                       | Republiek Niger                    | Frans: Niger                                 |
| Nigeria                                     | Federatie van Nigeria              | Engels: Nigeria                              |
| Noord-Korea                                 | Democratische Volksrepubliek Korea | Koreaans: Chosŏn / 조선                      |
| Noord-Vietnam                               | Democratische Republiek Vietnam    | Vietnamees: Việt Nam                         |
| Noorwegen                                   | Koninkrijk Noorwegen               | Bokmål: Norge Nynorsk: Noreg                 |

### O
| Korte landsnaam (Nederlands) | Officiële landsnaam (Nederlands) | Korte landsnaam (oorspronkelijke taal/talen) |
| ---------------------------- | -------------------------------- | -------------------------------------------- |
| Oeganda (vanaf 9 oktober)    | Oeganda                          | Engels: Uganda                               |
| Oostenrijk                   | Republiek Oostenrijk             | Duits: Österreich                            |
| Opper-Volta                  | Republiek Opper-Volta            | Frans: Haute-Volta                           |

### P
| Korte landsnaam (Nederlands) | Officiële landsnaam (Nederlands)                                               | Korte landsnaam (oorspronkelijke taal/talen) |
| ---------------------------- | ------------------------------------------------------------------------------ | -------------------------------------------- |
| Pakistan                     | Islamitische Republiek Pakistan (tot 8 juni) Republiek Pakistan (vanaf 8 juni) | Engels: Pakistan Urdu: Pākistān / پاکستان    |
| Panama                       | Republiek Panama                                                               | Spaans: Panamá                               |
| Paraguay                     | Republiek Paraguay                                                             | Spaans: Paraguay                             |
| Peru                         | Peruviaanse Republiek                                                          | Spaans: Perú                                 |
| Polen                        | Volksrepubliek Polen                                                           | Pools: Polska                                |
| Portugal                     | Portugese Republiek                                                            | Portugees: Portugal                          |

### R
| Korte landsnaam (Nederlands) | Officiële landsnaam (Nederlands) | Korte landsnaam (oorspronkelijke taal/talen) |
| ---------------------------- | -------------------------------- | -------------------------------------------- |
| Roemenië                     | Volksrepubliek Roemenië          | Roemeens: România                            |
| Rwanda (vanaf 1 juli)        | Republiek Rwanda                 | Frans en Kinyarwanda: Rwanda                 |

### S
| Korte landsnaam (Nederlands) | Officiële landsnaam (Nederlands)                 | Korte landsnaam (oorspronkelijke taal/talen)          |
| ---------------------------- | ------------------------------------------------ | ----------------------------------------------------- |
| San Marino                   | Republiek San Marino                             | Italiaans: San Marino                                 |
| Saoedi-Arabië                | Koninkrijk Saoedi-Arabië                         | Arabisch: al-ʿArabiya as-Saʿūdiyya / العربيّة السعودية |
| Senegal                      | Republiek Senegal                                | Frans: Sénégal                                        |
| Sierra Leone                 | Sierra Leone                                     | Engels: Sierra Leone                                  |
| Soedan                       | Republiek Soedan                                 | Arabisch: as-Sūdān / السودان                          |
| Somalië                      | Somalische Republiek                             | Arabisch: Aṣ-Ṣūmāl / الصومال Somalisch: Soomaaliya    |
| Sovjet-Unie                  | Unie van Socialistische Sovjetrepublieken (USSR) | Russisch: Sovjetski Sojoez / Советский Союз           |
| Spanje                       | Spaanse Staat                                    | Spaans: España                                        |
| Syrië                        | Arabische Republiek Syrië                        | Arabisch: Sūrīyā / سوريا                              |

### T
| Korte landsnaam (Nederlands)           | Officiële landsnaam (Nederlands)                                    | Korte landsnaam (oorspronkelijke taal/talen)         |
| -------------------------------------- | ------------------------------------------------------------------- | ---------------------------------------------------- |
| Tanganyika                             | Tanganyika (tot 9 december) Republiek Tanganyika (vanaf 9 december) | Engels: Tanganyika                                   |
| Thailand                               | Koninkrijk Thailand                                                 | Thai: Prathet Thai / ประเทศไทย                       |
| Togo                                   | Republiek Togo                                                      | Frans: Togo                                          |
| Trinidad en Tobago (vanaf 31 augustus) | Trinidad en Tobago                                                  | Engels: Trinidad and Tobago                          |
| Tsjaad                                 | Republiek Tsjaad                                                    | Arabisch: Tšād / تشاد Frans: Tchad                   |
| Tsjecho-Slowakije                      | Tsjecho-Slowaakse Socialistische Republiek                          | Slowaaks: Česko-Slovensko Tsjechisch: Československo |
| Tunesië                                | Republiek Tunesië                                                   | Arabisch: Tūnis / تونس                               |
| Turkije                                | Republiek Turkije                                                   | Turks: Türkiye                                       |

### U
| Korte landsnaam (Nederlands) | Officiële landsnaam (Nederlands)    | Korte landsnaam (oorspronkelijke taal/talen) |
| ---------------------------- | ----------------------------------- | -------------------------------------------- |
| Uruguay                      | Republiek ten oosten van de Uruguay | Spaans: Uruguay                              |

### V
| Korte landsnaam (Nederlands)  | Officiële landsnaam (Nederlands)                          | Korte landsnaam (oorspronkelijke taal/talen)                                 |
| ----------------------------- | --------------------------------------------------------- | ---------------------------------------------------------------------------- |
| Vaticaanstad                  | Staat Vaticaanstad                                        | Italiaans: Città del Vaticano                                                |
| Venezuela                     | Verenigde Staten van Venezuela                            | Spaans: Venezuela                                                            |
| Verenigd Koninkrijk           | Verenigd Koninkrijk van Groot-Brittannië en Noord-Ierland | Engels: United Kingdom                                                       |
| Verenigde Arabische Republiek | Verenigde Arabische Republiek                             | Arabisch: Al-Jumhuriyah al-'Arabia al-Muttahidah / الجمهورية العربية المتحدة |
| Verenigde Staten              | Verenigde Staten van Amerika                              | Engels: United States                                                        |

### W
| Korte landsnaam (Nederlands) | Officiële landsnaam (Nederlands) | Korte landsnaam (oorspronkelijke taal/talen)   |
| ---------------------------- | -------------------------------- | ---------------------------------------------- |
| West-Samoa                   | Onafhankelijke Staat West-Samoa  | Engels: Western Samoa Samoaans: Sāmoa i Sisifo |

### Z
| Korte landsnaam (Nederlands) | Officiële landsnaam (Nederlands) | Korte landsnaam (oorspronkelijke taal/talen)                        |
| ---------------------------- | -------------------------------- | ------------------------------------------------------------------- |
| Zuid-Afrika                  | Republiek Zuid-Afrika            | Afrikaans: Suid-Afrika Engels: South Africa Nederlands: Zuid-Afrika |
| Zuid-Korea                   | Republiek Korea                  | Koreaans: Han Kuk / 한국                                            |
| Zuid-Vietnam                 | Republiek Vietnam                | Vietnamees: Việt Nam                                                |
| Zweden                       | Koninkrijk Zweden                | Zweeds: Sverige                                                     |
| Zwitserland                  | Zwitserse Bondsstaat             | Duits: Schweiz Frans: Suisse Italiaans: Svizzera                    |

## Niet algemeen erkende landen
In onderstaande lijst zijn landen opgenomen die een ruime internationale erkenning misten, maar wel de facto onafhankelijk waren en de onafhankelijkheid hadden uitgeroepen.
| Korte landsnaam (Nederlands) | Officiële landsnaam (Nederlands) | Korte landsnaam (oorspronkelijke taal/talen) |
| ---------------------------- | -------------------------------- | -------------------------------------------- |
| China                        | Volksrepubliek China             | Standaardmandarijn: Zhongguo / 中国          |
| Katanga                      | Staat Katanga                    | Frans: Katanga                               |
| Rwenzururu (vanaf november)  | Koninkrijk Rwenzururu            | Engels en Konjo: Rwenzururu                  |
| Suvadiva                     | Verenigde Republiek Suvadiva     | Divehi: Suvadive / ސުވައިދީބު                     |

## Niet-onafhankelijke gebieden
Hieronder staat een lijst van afhankelijke gebieden inclusief Åland en Spitsbergen. Antarctische claims zijn niet in de lijst opgenomen.

### Amerikaans-Britse condominia
| Korte landsnaam (Nederlands) | Status      | Korte landsnaam (oorspronkelijke taal/talen) |
| ---------------------------- | ----------- | -------------------------------------------- |
| Canton en Enderbury          | Condominium | Engels: Canton and Enderbury Islands         |

### Amerikaanse niet-onafhankelijke gebieden
De Amerikaanse Maagdeneilanden, Guam en Puerto Rico waren organized unincorporated territories, wat wil zeggen dat het afhankelijke gebieden waren van de Verenigde Staten met een bepaalde vorm van zelfbestuur. Daarnaast waren er nog een aantal unorganized unincorporated territories: Amerikaans-Samoa, Baker, Howland, Jarvis, Johnston, Kingman, Midway, Navassa, de Panamakanaalzone, de Petreleilanden, Quita Sueño, Roncador, Serrana, Serranilla, de Swaneilanden en Wake. Deze gebieden waren ook afhankelijke gebieden van de VS, maar kenden geen vorm van zelfbestuur. Palmyra was een unorganized incorporated territory en was dus wel een integraal onderdeel van de Verenigde Staten, maar werd vaak wel als afhankelijk gebied beschouwd. Het Trustgebied van de Pacifische Eilanden was een trustgebied van de Verenigde Naties onder Amerikaans bestuur.
Diverse eilandgebieden werden door de Verenigde Staten geclaimd als unorganized unincorporated territories, maar werden door andere landen bestuurd. De eilandgebieden Birnie, Caroline, Fanning, Flint, Funafuti, Gardner, Kersteiland, Malden, McKean, Nukufetau, Nukulaelae, Niulakita, Phoenix, Starbuck, Sydney, Vostok en Washington vielen onder het bestuur van het Verenigd Koninkrijk (als onderdeel van de Gilbert- en Ellice-eilanden). De eilandgebieden Manihiki, Penrhyn, Pukapuka en Rakahanga vielen onder het bestuur van de Nieuw-Zeeland (als onderdeel van de Cookeilanden); en de eilandgebieden Atafu, Bowditch en Nukunonu vielen onder het bestuur van Nieuw-Zeeland (als onderdeel van de Tokelau-eilanden).
| Korte landsnaam (Nederlands)          | Status                                             | Korte landsnaam (oorspronkelijke taal/talen)           |
| ------------------------------------- | -------------------------------------------------- | ------------------------------------------------------ |
| Amerikaanse Maagdeneilanden           | Organized unincorporated territory                 | Engels: United States Virgin Islands                   |
| Amerikaans-Samoa                      | Unorganized unincorporated territory               | Engels: American Samoa Samoaans: Amerika Sāmoa         |
| Baker                                 | Unorganized unincorporated territory               | Engels: Baker Island                                   |
| Guam                                  | Organized unincorporated territory                 | Engels: Guam Chamorro: Guåhan                          |
| Howland                               | Unorganized unincorporated territory               | Engels: Howland Island                                 |
| Jarvis                                | Unorganized unincorporated territory               | Engels: Jarvis Island                                  |
| Johnston                              | Unorganized unincorporated territory               | Engels: Johnston Atoll                                 |
| Kingman                               | Unorganized unincorporated territory               | Engels: Kingman Reef                                   |
| Midway                                | Unorganized unincorporated territory               | Engels: Midway Islands                                 |
| Navassa                               | Unorganized unincorporated territory               | Engels: Navassa Island                                 |
| Palmyra                               | Unorganized incorporated territory                 | Engels: Palmyra Atoll                                  |
| Panamakanaalzone                      | Unorganized unincorporated territory               | Engels: Panama Canal Zone                              |
| Petreleilanden                        | Unorganized unincorporated territory               | Engels: Petrel Islands                                 |
| Puerto Rico                           | Organized unincorporated territory (Gemenebest)    | Engels en Spaans: Puerto Rico                          |
| Quita Sueño                           | Unorganized unincorporated territory               | Engels: Quitasueño Bank                                |
| Riukiu-eilanden                       | Militaire bezetting met burgerlijk bestuur (USCAR) | Engels: Riukiu Islands Japans: Ryūkyū-shotō / 琉球諸島 |
| Roncador                              | Unorganized unincorporated territory               | Engels: Roncador Bank                                  |
| Serrana                               | Unorganized unincorporated territory               | Engels: Serrana Bank                                   |
| Serranilla                            | Unorganized unincorporated territory               | Engels: Serranilla Bank                                |
| Swaneilanden                          | Unorganized unincorporated territory               | Engels: Swan Islands                                   |
| Trustschap van de Pacifische Eilanden | Trustgebied                                        | Engels: Trust Territory of the Pacific Islands         |
| Wake                                  | Unorganized unincorporated territory               | Engels: Wake Island                                    |

### Australisch-Brits-Nieuw-Zeelands territorium
| Korte landsnaam (Nederlands) | Status     | Korte landsnaam (oorspronkelijke taal/talen) |
| ---------------------------- | ---------- | -------------------------------------------- |
| Nauru                        | Trustschap | Engels: Nauru                                |

### Australische niet-onafhankelijke gebieden
De externe territoria van Australië werden door de Australische overheid gezien als een integraal onderdeel van Australië, maar werden vaak toch beschouwd als afhankelijke gebieden van Australië. Het Australisch Antarctisch Territorium werd als claim internationaal niet erkend en is derhalve niet in deze lijst opgenomen.
| Korte landsnaam (Nederlands) | Status                            | Korte landsnaam (oorspronkelijke taal/talen) |
| ---------------------------- | --------------------------------- | -------------------------------------------- |
| Christmaseiland              | Extern territorium                | Engels: Christmas Island                     |
| Cocoseilanden                | Extern territorium                | Engels: Cocos (Keeling) Islands              |
| Heard en McDonaldeilanden    | Extern territorium                | Engels: Heard Island and McDonald Islands    |
| Norfolk                      | Extern territorium                | Engels: Norfolk Island                       |
| Papoea en Nieuw-Guinea       | Trustgebied en extern territorium | Engels: Papua and New Guinea                 |

### Belgische niet-onafhankelijke gebieden
| Korte landsnaam (Nederlands) | Status     | Korte landsnaam (oorspronkelijke taal/talen) |
| ---------------------------- | ---------- | -------------------------------------------- |
| Ruanda-Urundi (tot 1 juli)   | Trustschap | Frans en Nederlands: Ruanda-Urundi           |

### Brits-Franse condominia
| Korte landsnaam (Nederlands) | Status      | Korte landsnaam (oorspronkelijke taal/talen)  |
| ---------------------------- | ----------- | --------------------------------------------- |
| Nieuwe Hebriden              | Condominium | Engels: New Hebrides Frans: Nouvelle-Hébrides |

### Britse niet-onafhankelijke gebieden
In onderstaande lijst zijn onder meer de Britse (kroon)kolonies en protectoraten weergegeven. De claim van het Brits Antarctisch Territorium werd internationaal niet erkend en daarom is deze kolonie niet in de lijst opgenomen. Jersey, Guernsey en Man hadden als Britse Kroonbezittingen niet de status van kolonie, maar hadden een andere relatie tot het Verenigd Koninkrijk. Brunei, de Maldivische Eilanden en Tonga stonden als protected states onder Britse protectie, maar waren, in tegenstelling tot daadwerkelijke protectoraten, grotendeels autonoom aangaande interne aangelegenheden. De Britse Salomonseilanden, Canton en Enderbury (een Amerikaans-Brits condominium), de Gilbert- en Ellice-eilanden en de Nieuwe Hebriden (een Brits-Frans condominium) werden door één enkele vertegenwoordiger van de Britse Kroon bestuurd onder de naam Britse West-Pacifische Territoria, maar zijn wel apart in de lijst opgenomen. Basutoland, Beetsjoeanaland en Swaziland werden door een vertegenwoordiger bestuurd onder de naam High Commission Territories, maar zijn ook apart in de lijst opgenomen. Bahrein, Muscat en Oman, Qatar en de Verdragsstaten waren protected states en vielen als zodanig onder de Persian Gulf Residency. Ook deze landen zijn apart in de lijst opgenomen.
| Korte landsnaam (Nederlands)                                        | Status                                                              | Korte landsnaam (oorspronkelijke taal/talen)                                                                              |
| ------------------------------------------------------------------- | ------------------------------------------------------------------- | --- |
| Aden                                                                | Kroonkolonie                                                        | Engels: Aden Colony |
| Aden                                                                | Protectoraat                                                        | Arabisch: Maḥmiyyat ʿAdan / محمية عدن Engels: Aden Protectorate                                                           |
| Akrotiri en Dhekelia                                                | Kolonie                                                             | Engels: Akrotiri and Dhekelia Grieks: Akrotiri kai Dhekelia / Ακρωτήρι και Δεκέλεια                                       |
| Antigua (vanaf 31 mei)                                              | Kroonkolonie                                                        | Engels: Antigua |
| Bahama-eilanden                                                     | Kroonkolonie                                                        | Engels: Bahama Islands |
| Bahrein                                                             | Protected state                                                     | Arabisch: al-Bahrayn / البحرين Engels: Bahrain                                                                            |
| Barbados (vanaf 31 mei)                                             | Kroonkolonie                                                        | Engels: Barbados |
| Basutoland                                                          | Kolonie                                                             | Engels: Basutoland |
| Beetsjoeanaland                                                     | Protectoraat                                                        | Engels: Bechuanaland |
| Bermuda                                                             | Kroonkolonie                                                        | Engels: Bermuda |
| Britse Maagdeneilanden                                              | Kroonkolonie                                                        | Engels: British Virgin Islands                                                                                            |
| Britse Salomonseilanden                                             | Protectoraat                                                        | Engels: British Solomon Islands                                                                                           |
| Brits-Guiana                                                        | Kroonkolonie                                                        | Engels: British Guiana |
| Brits-Honduras                                                      | Kroonkolonie                                                        | Engels: British Honduras                                                                                                  |
| Brunei                                                              | Protected state: Staat Brunei Darussalam                            | Engels en Maleis: Brunei                                                                                                  |
| Dominica (vanaf 31 mei)                                             | Kroonkolonie                                                        | Engels: Dominica |
| Falklandeilanden                                                    | Kroonkolonie                                                        | Engels: Falkland Islands                                                                                                  |
| Fiji                                                                | Kroonkolonie                                                        | Engels: Fiji |
| Gambia                                                              | Protectoraat en Kroonkolonie                                        | Engels: The Gambia |
| Gibraltar                                                           | Kroonkolonie                                                        | Engels: Gibraltar |
| Gilbert- en Ellice-eilanden                                         | Kroonkolonie                                                        | Engels: Gilbert and Ellice Islands                                                                                        |
| Grenada (vanaf 31 mei)                                              | Kroonkolonie                                                        | Engels: Grenada |
| Guernsey                                                            | Brits Kroonbezit                                                    | Engels: Guernsey Frans: Guernesey                                                                                         |
| Hongkong                                                            | Kroonkolonie                                                        | Engels: Hong Kong Kantonees: Hong Kong / 香港                                                                             |
| (tot 13 juli) Jamaica (tot 6 augustus) (van 13 juli tot 6 augustus) | Kroonkolonie                                                        | Engels: Jamaica |
| Jersey                                                              | Brits Kroonbezit                                                    | Engels en Frans: Jersey                                                                                                   |
| Kaaimaneilanden (vanaf 31 mei)                                      | Kroonkolonie                                                        | Engels: Cayman Islands |
| Kenia                                                               | Protectoraat en Kroonkolonie                                        | Engels: Kenya |
| Line-eilanden                                                       | Overzees bezit                                                      | Engels: Line Islands |
| Maldivische Eilanden                                                | Protected state: Sultanaat van de Maldivische Eilanden              | Engels: Maldive Islands                                                                                                   |
| Malta                                                               | Kroonkolonie                                                        | Engels, Italiaans en Maltees: Malta                                                                                       |
| Man                                                                 | Brits Kroonbezit                                                    | Engels: Isle of Man Manx-Gaelisch: Ellan Vannin                                                                           |
| Mauritius                                                           | Kroonkolonie                                                        | Engels: Mauritius |
| Montserrat (vanaf 31 mei)                                           | Kroonkolonie                                                        | Engels: Montserrat |
| Muscat en Oman                                                      | Protected state: Sultanaat Muscat en Oman                           | Arabisch: Masqaṭ wa-‘Umān / مسقط وعمان Engels: Muscat and Oman                                                            |
| Noord-Borneo                                                        | Kroonkolonie                                                        | Engels: North Borneo |
| (tot 1 maart) Oeganda (tot 9 oktober) (van 1 maart tot 9 oktober)   | Protectoraat                                                        | Engels: Uganda |
| Qatar                                                               | Protected state                                                     | Arabisch: Qatar / قطر Engels: Qatar                                                                                       |
| Rhodesië en Nyasaland                                               | Kroonkolonie                                                        | Engels: Rhodesia and Nyasaland                                                                                            |
| Saint Christopher, Nevis en Anguilla (vanaf 31 mei)                 | Kroonkolonie                                                        | Engels: Saint Christopher, Nevis and Anguilla                                                                             |
| Saint Lucia (vanaf 31 mei)                                          | Kroonkolonie                                                        | Engels: Saint Lucia |
| Saint Vincent (vanaf 31 mei)                                        | Kroonkolonie                                                        | Engels: Saint Vincent |
| Sarawak                                                             | Kroonkolonie                                                        | Engels: Sarawak Maleis: Sarawak / سراوق                                                                                   |
| Seychellen                                                          | Kroonkolonie                                                        | Engels: Seychelles |
| Singapore                                                           | Kroonkolonie met zelfbestuur                                        | Engels: Singapore |
| Sint-Helena                                                         | Kroonkolonie                                                        | Engels: Saint Helena |
| Swaziland                                                           | Protectoraat                                                        | Engels: Swaziland Swazi: eSwatini                                                                                         |
| Tonga                                                               | Protected state: Koninkrijk Tonga                                   | Engels en Tongaans: Tonga                                                                                                 |
| Trinidad en Tobago (van 31 mei tot 31 augustus)                     | Kroonkolonie                                                        | Engels: Trinidad and Tobago                                                                                               |
| Turks- en Caicoseilanden (vanaf 31 mei)                             | Kolonie (van 31 mei tot 6 augustus) Kroonkolonie (vanaf 6 augustus) | Engels: Turks and Caicos Islands                                                                                          |
| Verdragsstaten                                                      | Protected states                                                    | Arabisch: ولايات الساحل المتصالح Engels: Trucial States                                                                   |
| West-Indische Federatie (tot 31 mei)                                | Kroonkolonie                                                        | Engels: West Indies Federation                                                                                            |
| Zanzibar                                                            | Protectoraat: Sultanaat Zanzibar                                    | Arabisch: Zanjibār / زنجبار Engels en Swahili: Zanzibar                                                                   |
| Zuid-Arabische Emiraten (tot 4 april)                               | Protectoraat                                                        | Arabisch: Ittiḥād Imārāt al-ǧanūb al-ʿarabī / اتحاد إمارات الجنوب العربي Engels: Federation of Arab Emirates of the South |
| Zuid-Arabische Federatie (vanaf 4 april)                            | Kroonkolonie                                                        | Arabisch: Ittihad al-Janūb al-‘arabī / اتحاد الجنوب العربي Engels: Federation of South Arabia                             |

### Deense niet-onafhankelijke gebieden
Faeröer was een autonome provincie van Denemarken en maakte eigenlijk integraal deel uit van dat land, maar werd vaak beschouwd als afhankelijk gebied. Groenland was een gewone provincie van Denemarken en had geen autonome status, maar werd ook vaak gezien als afhankelijk gebied.
| Korte landsnaam (Nederlands) | Status             | Korte landsnaam (oorspronkelijke taal/talen) |
| ---------------------------- | ------------------ | -------------------------------------------- |
| Faeröer                      | Autonome provincie | Deens: Færøerne Faeröers: Føroyar            |
| Groenland                    | Provincie          | Deens: Grønland                              |

### Finse niet-onafhankelijke gebieden
Åland maakte eigenlijk integraal onderdeel uit van Finland, maar heeft sinds de Vrede van Parijs (1856) een internationaal erkende speciale status met grote autonomie.
| Korte landsnaam (Nederlands) | Status          | Korte landsnaam (oorspronkelijke taal/talen) |
| ---------------------------- | --------------- | -------------------------------------------- |
| Åland                        | Autonoom gebied | Zweeds: Åland                                |

### Franse niet-onafhankelijke gebieden
Alle Franse overzeese gebieden maakten integraal onderdeel uit van Frankrijk en het land kende dus officieel geen afhankelijke gebieden. De Franse overzeese gebieden werden echter wel vaak als zodanig beschouwd, al werden soms alleen de overzeese gebieden die geen overzees departement waren, beschouwd als afhankelijke gebieden. Voor de volledigheid zijn hier alle Franse overzeese gebieden opgenomen. Merk op dat van de Franse Zuidelijke en Antarctische Gebieden de claim op Antarctica internationaal niet erkend wordt. Algerije werd (tot de onafhankelijkheid) bestuurd als een integraal onderdeel van Frankrijk, maar is wel apart in de lijst opgenomen.
| Korte landsnaam (Nederlands)              | Status                                  | Korte landsnaam (oorspronkelijke taal/talen)       |
| ----------------------------------------- | --------------------------------------- | -------------------------------------------------- |
| Algerije (tot 5 juli)                     | Verzameling departementen               | Frans: Algérie                                     |
| Comoren                                   | Autonoom overzees territorium           | Frans: Comores                                     |
| Franse Zuidelijke Gebieden                | Overzees territorium                    | Frans: Terres australes et antarctiques françaises |
| Frans-Guyana                              | Overzeese regio en overzees departement | Frans: Guyane                                      |
| Frans-Polynesië                           | Overzees territorium                    | Frans: Polynésie française                         |
| Frans-Somaliland                          | Overzees territorium                    | Frans: Côte française des Somalis                  |
| Guadeloupe                                | Overzeese regio en overzees departement | Frans: Guadeloupe                                  |
| Martinique                                | Overzeese regio en overzees departement | Frans: Martinique                                  |
| Nieuw-Caledonië                           | Overzees territorium                    | Frans: Nouvelle-Calédonie                          |
| Réunion                                   | Overzeese regio en overzees departement | Frans: Réunion                                     |
| Saint-Pierre en Miquelon                  | Overzees territorium                    | Frans: Saint-Pierre et Miquelon                    |
| Verspreide Eilanden in de Indische Oceaan | Overzees bezit                          | Frans: Îles éparses de l'océan indien              |
| Wallis en Futuna                          | Overzees territorium                    | Frans: Wallis-et-Futuna                            |

### Indiase niet-onafhankelijke gebieden
| Korte landsnaam (Nederlands)   | Status                          | Korte landsnaam (oorspronkelijke taal/talen)                              |
| ------------------------------ | ------------------------------- | ------------------------------------------------------------------------- |
| (tot 1962) Sikkim (vanaf 1962) | Protectoraat: Koninkrijk Sikkim | Engels: Sikkim Nepalees: Sikkim / सिक्किम Sikkimees: ′Bras Ljongs / འབྲས་ལྗོངས་ |

### Nederlandse niet-onafhankelijke gebieden
Het Koninkrijk der Nederlanden bestond uit drie gelijkwaardige landen: Nederland, Suriname en de Nederlandse Antillen. Deze laatste twee waren dus officieel geen afhankelijke gebieden van Nederland, maar werden vaak toch als zodanig gezien. Nederlands-Nieuw-Guinea was geen land binnen het Koninkrijk, maar een Overzees Rijksdeel van het Koninkrijk.
| Korte landsnaam (Nederlands)            | Status             | Korte landsnaam (oorspronkelijke taal/talen)                                             |
| --------------------------------------- | ------------------ | ---------------------------------------------------------------------------------------- |
| Nederlandse Antillen                    | Land               | Engels: Netherlands Antilles Nederlands: Nederlandse Antillen Papiaments: Antia Hulandes |
| Nederlands-Nieuw-Guinea (tot 1 oktober) | Overzees Rijksdeel | Nederlands: Nederlands-Nieuw-Guinea                                                      |
| Suriname                                | Land               | Nederlands: Suriname                                                                     |

### Nieuw-Zeelandse niet-onafhankelijke gebieden
| Korte landsnaam (Nederlands) | Status             | Korte landsnaam (oorspronkelijke taal/talen) |
| ---------------------------- | ------------------ | -------------------------------------------- |
| Cookeilanden                 | Afhankelijk gebied | Engels: Cook Islands                         |
| Niue                         | Afhankelijk gebied | Engels: Niue                                 |
| Tokelau-eilanden             | Afhankelijk gebied | Engels: Tokelau Islands                      |

### Noorse niet-onafhankelijke gebieden
Spitsbergen maakte eigenlijk integraal onderdeel uit van Noorwegen, maar had volgens het Spitsbergenverdrag een internationaal erkende speciale status met grote autonomie. Jan Mayen viel niet onder het Spitsbergenverdrag, maar werd wel bestuurd door de gouverneur van Spitsbergen. Bouveteiland, Peter I-eiland en Koningin Maudland waren afhankelijke gebieden van Noorwegen, maar de (Antarctische) claims op de laatste twee werden internationaal niet erkend.
| Korte landsnaam (Nederlands) | Status                                                 | Korte landsnaam (oorspronkelijke taal/talen) |
| ---------------------------- | ------------------------------------------------------ | -------------------------------------------- |
| Bouvet                       | Afhankelijk gebied                                     | Noors: Bouvetøya                             |
| Jan Mayen                    | Gebied onder bestuur van de gouverneur van Spitsbergen | Noors: Jan Mayen                             |
| Spitsbergen                  | Gebied met speciale status                             | Noors: Svalbard                              |

### Portugese niet-onafhankelijke gebieden
De Portugese overzeese provincies waren officieel een integraal onderdeel van Portugal, maar werden internationaal als Portugese kolonies beschouwd.
| Korte landsnaam (Nederlands) | Status              | Korte landsnaam (oorspronkelijke taal/talen) |
| ---------------------------- | ------------------- | -------------------------------------------- |
| Angola                       | Overzeese provincie | Portugees: Angola                            |
| Kaapverdië                   | Overzeese provincie | Portugees: Cabo Verde                        |
| Macau                        | Overzeese provincie | Portugees: Macau                             |
| Mozambique                   | Overzeese provincie | Portugees: Moçambique                        |
| Portugees-Guinea             | Overzeese provincie | Portugees: Guiné Portuguesa                  |
| Portugees-Timor              | Overzeese provincie | Portugees: Timor Português                   |
| Sao Tomé en Principe         | Overzeese provincie | Portugees: São Tomé e Príncipe               |

### Spaanse niet-onafhankelijke gebieden
De Spaanse overzeese provincies waren een integraal onderdeel van Spanje, maar werden internationaal gezien als Spaanse kolonies. Spaans-Guinea, officieel de Spaanse Equatoriale Regio, bestond uit de provincies Fernando Poo en Río Muni.
| Korte landsnaam (Nederlands) | Status              | Korte landsnaam (oorspronkelijke taal/talen) |
| ---------------------------- | ------------------- | -------------------------------------------- |
| Ifni                         | Overzeese provincie | Spaans: Ifni                                 |
| Spaanse Sahara               | Overzeese provincie | Spaans: Sahara Español                       |
| Spaans-Guinea                | Overzeese regio     | Spaans: Región Ecuatorial Española           |

### Zuid-Afrikaanse niet-onafhankelijke gebieden
| Korte landsnaam (Nederlands) | Status        | Korte landsnaam (oorspronkelijke taal/talen)                                    |
| ---------------------------- | ------------- | ------------------------------------------------------------------------------- |
| Zuidwest-Afrika              | Mandaatgebied | Afrikaans: Suidwes-Afrika Engels: South West Africa Nederlands: Zuidwest-Afrika |

### Door de VN bestuurd gebied
| Korte landsnaam (Nederlands)             | Status                                       | Korte landsnaam (oorspronkelijke taal/talen) |
| ---------------------------------------- | -------------------------------------------- | -------------------------------------------- |
| Westelijk Nieuw-Guinea (vanaf 1 oktober) | United Nations Temporary Executive Authority | Engels: Western New Guinea                   |